# Fetița, Cimișlia
Fetița este un sat din cadrul comunei Albina din raionul Cimișlia Republica Moldova.

## Geografie
Distanța directă până în or. Cimișlia este de 21 km. Distanța directă până în or. Chișinău este de 37 km.

## Demografie

### Structura etnică
Structura etnică a localității conform recensământului populației din 2004 populația satului constituia 436 oameni, dintre care 220 - bărbați și 216 - femei.:
| Grup etnic                    | Populație | % Procentaj |
| ----------------------------- | --------- | ----------- |
| Băștinași declarați Moldoveni | 418       | 95,87%      |
| Ucraineni                     | 15        | 3,44%       |
| Ruși                          | 3         | 0,69%       |
| Total                         | 436       |             |